# Resolució 274 del Consell de Seguretat de les Nacions Unides
La Resolució 274 del Consell de Seguretat de les Nacions Unides, aprovada per unanimitat el 11 de desembre de 1969. Després de reafirmar les resolucions anteriors sobre el tema i observant els esdeveniments recents, el Consell de Seguretat de les Nacions Unides va ampliar l'estacionament a Xipre de la Força de les Nacions Unides pel Manteniment de la Pau a Xipre un període que acaba el 15 de juny de 1970. El Consell també va demanar a les parts directament interessades que segueixin actuant amb la màxima restricció i que cooperin plenament amb la força de manteniment de la pau.